# Komjatná (potok)
Komjatná je potok na dolním Liptově, na území okresu Ružomberok. Je to pravostranný přítok Váhu, má délku 7,3 km a je vodním tokem III. řádu.

## Pramen
Pramení na okraji Šípské Fatry na severozápadním svahu Tlstej hory (1 062,5 m n. m.) v nadmořské výšce přibližně 860 m n. m.

## Popis toku
Na krátkém úseku teče na sever přes osadu Studničná a vzápětí se stáčí na severozápad. Zleva dále přibírá Bukovec, protéká přes obec Komjatná a obloukem se stáčí na jihojihozápad. Na okraji obce přibírá zprava Lúčny potok a pokračuje Komjatnianskou dolinou. Na jejím konci se stáčí na jih.

## Ústí
Východně od obce Švošov se v nadmořské výšce cca 450 m n. m. vlévá do Váhu.